# Typosyllis nigrescens
Typosyllis nigrescens är en ringmaskart som först beskrevs av Grube 1878.  Typosyllis nigrescens ingår i släktet Typosyllis och familjen Syllidae. Inga underarter finns listade i Catalogue of Life.